# 과정신학
과정신학(Process theology)은 알프레드 노스 화이트헤드의 과정철학으로부터 발전된 신학이다. 찰스 하츠혼과 존 캅에 의해서 유명해졌다. 과정신학과 과정철학은 과정의 사상에 연관된다. 화이트헤드와 찰스 하츠혼은 신의 본질적 속성은 일시적인 과정에 의해서 영향을 주고 그리고 영향을 받는다고 주장한다. 이와 대조적으로 유신론은 신은 모든 면에서 영원하고, 세계에 의해 변화되지 않으며, 세계에 의해 영향을 받지 않는다고 본다. 과정신학은 바로 이런 요소들을 부정하는 것이다.

## 과정의 신학자들
- 알프레드 노스 화이트헤드
- Arthur Peacocke
- Blake Ostler
- Carol Patrice Christ
- Bradley Shavit Artson
- Bruce G. Epperly
- C. Robert Mesle
- Catherine Keller
- Charles Birch
- Charles Hartshorne
- Daniel Day Williams
- David Ray Griffin
- Franklin I. Gamwell
- George V. Pixley
- Harold Kushner
- Jay McDaniel
- John B. Cobb
- Joseph A. Bracken
- Marjorie Hewitt Suchocki
- Michael Lerner
- Monica Coleman
- Nancy R. Howell
- Norman Pittenger
- Paul S. Fiddes
- Philip Clayton
- Richard Rice
- Roland Faber
- Schubert M. Ogden
- Stephen T. Franklin
- Terence E. Fretheim
- Thomas Berry
- Thomas Jay Oord
- William E. Kaufman
- Wolfgang Smith

## 같이 보기
- 과정철학
- 알프레드 노스 화이트헤드
- 존 캅
- 찰스 하츠혼